# Albert Rubenson
Albert Rubenson (Estocolm, 1826 - 1901) fou un violinista i compositor suec del Romanticisme.
Fou deixeble de David al Conservatori de Leipzig, després va pertànyer a l'orquestra de la cort d'Estocolm, més tard viatjà per Europa, i el 1872 fou nomenat director del Conservatori d'Estocolm i individu de la Reial Acadèmia.
Va compondre la música per a Halle Hulda de Björnson i En Nat mellem Fjeldene de Hostrup; una obertura; una simfonia; un quartet per a instruments d'arc; cors per a veus d'home: lieder, etc.